# Big Gun
«Big Gun» — пісня і сингл австралійського хард-рок-гурту AC/DC. Був випущений в червні 1993 року в якості саундтреку до фільму «Останній кіногерой», в головній ролі Арнольд Шварценеггер. Ця пісня стала першою роботою гурту яка підкорила вершини хіт-параду Hot Mainstream Rock Tracks. Пісня не ввійшла ні в один альбом гурту. Потім, в 2008 році, пісня була додана до музичного збірника гурту «Backtracks», на пісню був знятий кліп з Арнольдом Шварценеггером, де сам актор потрапляє на концерт AC/DC. Ця пісня була остання, в якій брав участь барабанщик Кріс Слейд — на його місце повернувся Філ Радд, помирившись з братами Янгами.

## Позиція в чартах

### Тижневі чарти
| Чарт (1993)                               | Навища позиція |
| ----------------------------------------- | -------------- |
| Австралія (ARIA)                          | 19             |
| Австрія (Ö3 Austria Top 75)               | 23             |
| Бельгія (Ultratop Wallonia)               | 35             |
| Канада (Canadian Hot 100)                 | 5              |
| Europe (Eurochart Hot 100)                | 17             |
| Finland (Suomen virallinen lista)         | 4              |
| Франція (SNEP)                            | 14             |
| Німеччина (Media Control AG)              | 20             |
| Нідерланди (Dutch Top 40)                 | 19             |
| Нідерланди (Mega Single Top 100)          | 18             |
| Нова Зеландія (RIANZ)                     | 3              |
| Норвегія (VG-lista)                       | 8              |
| Швеція (Sverigetopplistan)                | 11             |
| Швейцарія (Media Control AG)              | 5              |
| Велика Британія (Official Charts Company) | 23             |
| UK Airplay (ERA)                          | 70             |
| США (Billboard Hot 100)                   | 65             |
| США (Mainstream Rock) (Billboard)         | 1              |
| US Cash Box Top 100                       | 59             |

### Річні чарти
| Чарт (1993)                      | Позиція |
| -------------------------------- | ------- |
| Germany (Official German Charts) | 87      |
| New Zealand (Recorded Music NZ)  | 29      |